# Robert Gerhard i Ottenwaelder

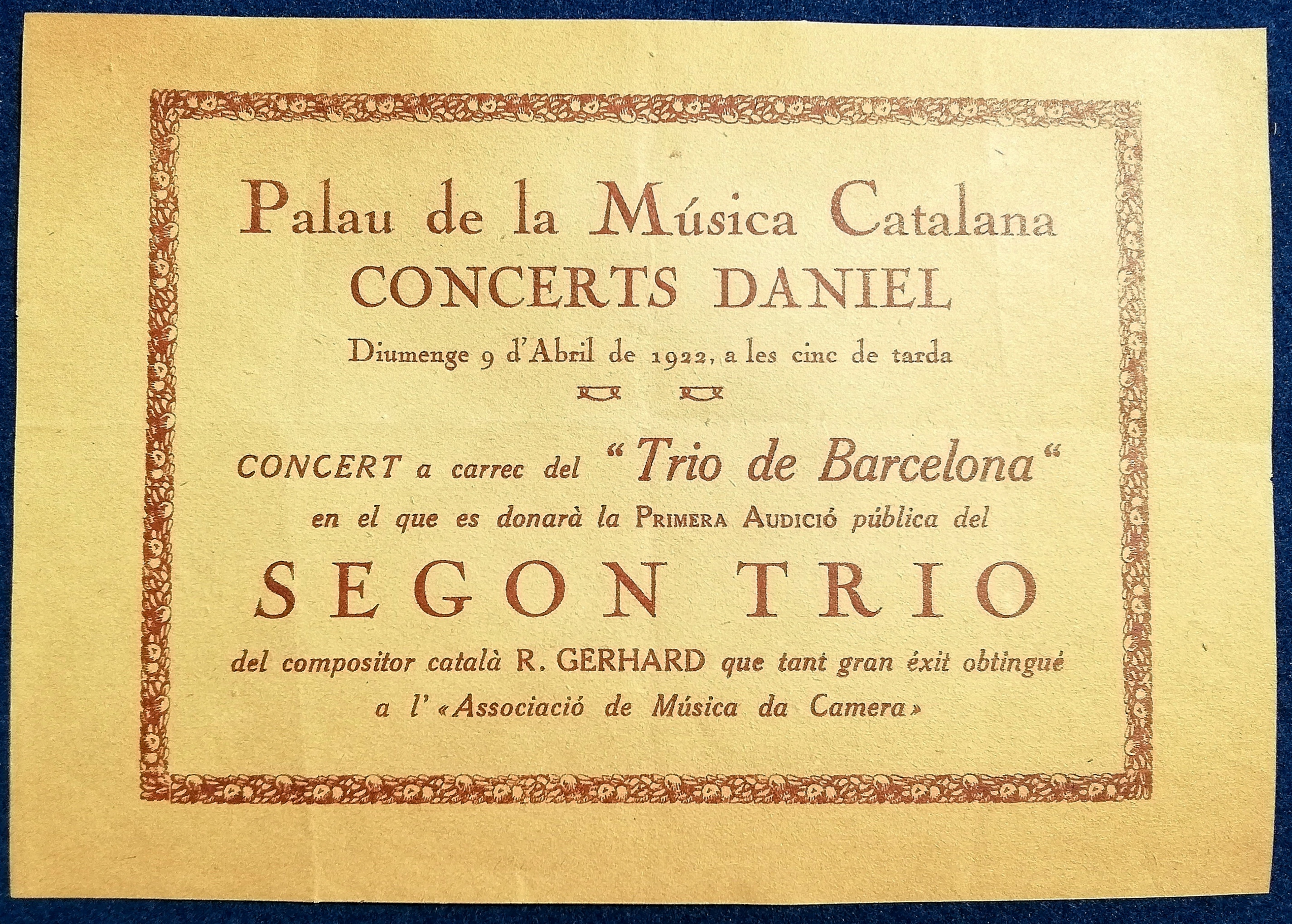
Anunci de la primera (o segona) audició del Segon Trio de Robert Gerhard al Palau de la Música Catalana l'any 1922

Robert Gerhard i Ottenwaelder (Valls, Alt Camp, 25 de setembre de 1896 – Cambridge, Anglaterra, 5 de gener de 1970) fou un compositor català de música clàssica.

## Biografia

### Infantesa i primers estudis

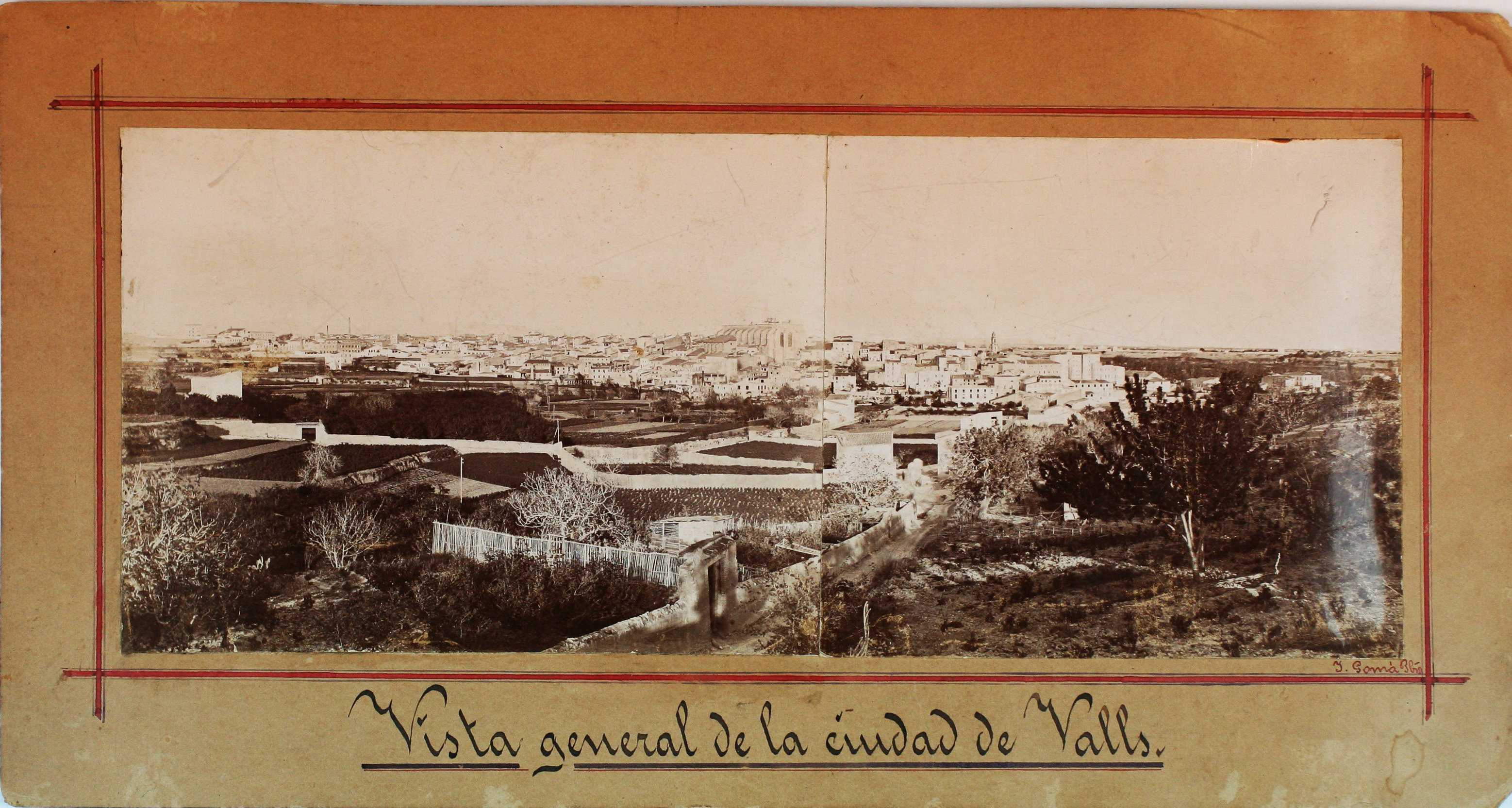
Vista general de la ciutat de Valls l'any que va néixer Gerhard

El pare, Robert Gerhard, era originari de la Suïssa alemanya, i la mare, Maria Ottenwaelder, de l'Alsàcia francesa. La família havia arrelat a Valls per a dedicar-se al negoci de l'exportació vinatera. Robert, el gran de tres germans, Carles -diputat al parlament de Catalunya- i Ferran -continuador del negoci familiar a Valls-, s'educà en aquests primers anys en un ambient cultural català. La seva mare havia passat la joventut a Versalles i sentia unes necessitats intel·lectuals i culturals que va transmetre al seu fill i que van influir en la seva vida i educació. La seva educació musical possiblement s'inicià al col·legi dels Germans de Sant Gabriel, on va ser membre del cor parroquial i va aprendre a llegir i cantar partitures per a la litúrgia.

### 1908-1914: Suïssa
El 1908, a l'edat de dotze anys, es traslladà a Suïssa per continuar amb els estudis de secundària, primer a la ciutat de Zofinguen, i més tard a Neuchâtel. Per tal de formar-lo per a fer-se càrrec del negoci, el 1913, amb disset anys, el seu pare l'envia a Lausanne amb la finalitat d'estudiar comerç. En aquesta localitat, Gerhard va aprofitar per rebre classes d'harmonia i contrapunt amb l'alemany Hugo Strauss. El mètode amb el qual treballà fou Lehrbuch der Harmonie d'Ernst Friedrich Richter. És en aquest moment quan començà a fer les seves primeres composicions. Un any després, Gerhard va aconseguir que els seus pares el deixessin dedicar únicament a la música. Fou així com, quatre mesos abans de l'esclat de la Primera Guerra Mundial, Gerhard es va traslladar a Múnic, on va estudiar piano, cor i contrapunt a l'Acadèmia Reial de Música. Un dels seus professors va ser Walter Courvoisier.

### 1914-1923: Barcelona
El 1914, amb l'esclat de la guerra va haver de tornar a Catalunya. L'abril del 1915 es matriculà a l'Acadèmia Granados, on perfeccionà durant dos anys la seva tècnica pianística amb els mestres Enric Granados i Frank Marshall. El 1916, després de la mort de Granados, va ser deixeble de Felip Pedrell, amb qui estudiaria durant quatre anys i del qual heretà l'amor per l'antiga música hispànica. En aquesta època viu entre Valls i Barcelona. Després de la mort de Pedrell, buscant orientació, va visitar primer Falla a Granada, però el va descartar com a possible mestre i va decidir tancar-se en una masia per reflexionar en el seu futur professional i concentrar-se en la seva feina.

### 1923-1928: Viena, Berlín
Buscant sistematicitat, va dirigir la seva mirada a la música d'avantguarda germànica i va decidir enviar una extensa carta al llavors ja cèlebre compositor vienès Arnold Schönberg, a la qual va adjuntar les seves composicions, el 21 d'octubre de 1923, pregant ser acceptat com el seu alumne. Després de la conformitat d'aquest, Gerhard va partir immediatament a Viena i s'hi va instal·lar per rebre els seus ensenyaments, convertint-se així en l'únic alumne espanyol del mestre vienès i passant a formar part de l'anomenada Segona Escola de Viena. Gerhard va estudiar amb Arnold Schönberg a Viena i a Berlín, entre el 1923 i el 1928 i la relació mestre-alumne es va convertir en una autèntica amistat amb el mestre vienès fins a la mort d'aquest, com mostra la correspondència completa editada entre els dos compositors.
Seguint el mestre per Viena i Berlín, coneix i fa amistat amb altres músics expressionistes, com Alban Berg i Anton Webern. De totes maneres, Gerhard fa un ús personal i antidogmàtic del dodecafonisme, barrejant-lo amb la seva tradició més mediterrània. Aquestes classes marcaran per sempre la seva carrera musical. De Schönberg assimilà el llenguatge atonal i, posteriorment, el mètode dodecatònic, que fou el primer a introduir a Espanya.
La relació amb Schönberg va deixar una profunda empremta tant en l'àmbit creatiu com ideològic en Gerhard, que marcà el camí que seguí els següents anys a Barcelona. De fet, els ideals estètics de Gerhard s'apropaven considerablement als del compositor austríac, però divergien en el fet que Gerhard considerava la unió entre “música culta” i música popular; mentre que Schönberg no. De la mateixa manera que Schönberg, defensava que no valia la pena fer coses segures o conservadores, i que allò que valia la pena era allò extrem. I Gerhard citava a Schönberg en la seva correspondència amb Joaquim Homs per realçar la importància de l'originalitat en l'artista: ”l'artista original en realitat només aprèn de si mateix, no dels altres, per molt que ho sembli."

### 1929-1938: Barcelona
Amb la seva tornada a Catalunya la seva obra es va anar fent cada vegada més coneguda. Les contribucions de Robert Gerhard a la situació musical de la Catalunya dels anys 30 van suposar un canvi i un progrés en les idees estètiques i compositives del moment, en diversos àmbits. Per una banda, Gerhard va afavorir la creació i organització de grups i associacions amb propòsits d'interpretar i difondre la música contemporània a Catalunya, que van significar un enriquiment en les estètiques d'avantguarda. Per altra banda, la seva producció compositiva va impactar el gran públic, fent que tan sols una minoria d'aquest fes costat als seus avenços, mentre que l'altra el titllava d'enfant terrible. Un exemple d'aquesta minoria va ser Enric Morera, qui després de retreure a Gerhard que compongués una música «tan prima i tan mansa», va concloure: «Voleu dir que en Gerhard, en escollir per mestres en Pedrell i més tard a Schönberg, no la va esguerrar?».
Altres contribucions van ser les seves tasques musicològiques i docents, que van estar enfocades a replantejar alguns aspectes encunyats en la història de la música occidental, com és el sistema jeràrquic d'ordenació dels sons: la tonalitat.
A Barcelona, per guanyar-se la vida, va traduir de l'alemany diverses obres per a l'Editorial Labor, així com els esmentats articles de música al setmanari Mirador i en la Revista de Catalunya. També es va iniciar com a pedagog.
El 27 d'abril de 1930 es va casar amb Leopoldina Feichtegger (coneguda per tothom com a Poldi), exalumna seva de català i castellà a Viena. Fins al 1938 el matrimoni van residir a Barcelona.

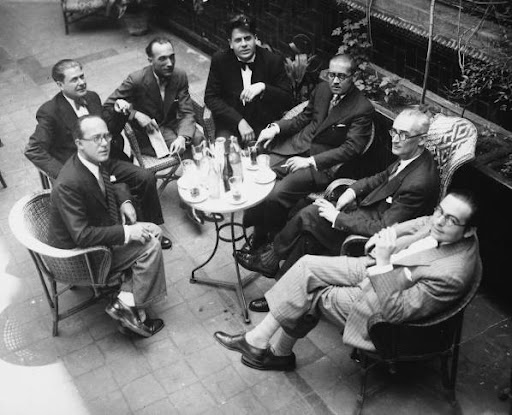
D'esquerra a dreta: Robert Gerhard, Agustí Grau, Joan Gibert Camins, Eduard Toldrà, Manuel Blancafort, Baltasar Samper i Ricard Lamote de Grignon. Hi falta Frederic Mompou. (1931)

Gerhard va contribuir a fer de la vida musical barcelonina una de les més actives d'Europa.

### 1939-1948: París, Cambridge
A principis del 1939 el matrimoni Gerhard va decidir exiliar-se primer a París i a partir del mes de juny a Cambridge, on passarien la resta de les seves vides, tret d'algun viatge als Estats Units per donar cursos de composició, i de viatges continus a Catalunya per passar les vacances. Es va instal·lar convidat pels hispanistes Edward Dent i John Brande Trend, amics d'Adolfo Salazar i Manuel de Falla. Concretament ho va fer a casa d'Alice Roughton (9, d'Adams Road de Cambridge), qui li va donar allotjament i treball, a ell i la seva dona, Poldi. La mansió es va convertir al llarg del segle XX en un lloc de pas d'intel·lectuals i científics com John Maynard Keynes, Joan Robinson, Bertrand Russell, Stephen Hawking o James Watson, però també en domicili i refugi de jueus alemanys el 1939, d'exiliats hongaresos el 1956 o de xilens que fugien de la dictadura de Pinochet el 1973.
A Cambridge va col·laborar amb la secció de música del King's College.
Xavier Montsalvatge descrivia els anys quaranta per Gerhard com "un període de dificultats i de renunciaments perceptibles en la seva obra que, sense perdre els perfils essencials de la seva personalitat, acusa el propòsit de fer-la més assequible i molt menys dogmàtica, enfocada cap a un espanyolisme susceptible d'ajudar a la seva divulgació". Es va veure obligat, per guanyar-se la vida, a realitzar orquestracions de música espanyola
L'òpera The Duenna (1945-47) que només s'interpretà en versió de concert en vida del compositor i es representaria el 1992 (a Madrid i a Barcelona), vint-i-dos anys després de la mort de Gerhard,
Gerhard va confessar que la coreografia inicial representada a Anglaterra no era totalment del seu gust, però en altres països es podria refer la coreografia ja que la partitura era lliure. Poc després el Quixot arribaria als Estats Units i també intentaria que s'interpretés The Duenna, però inicialment se li va negar ja que ja havia estrenat El Quixot.

### 1949-1953: Cambridge
A partir de 1949 va començar a replantejar-se el que havia passat al voltant de l'Escola de Viena i als seus seguidors, estenent el sistema de Schönberg a la mètrica, rítmica i estructura formal. Tot això el portarà a un interès per l'electrònica i la música concreta, avançant-se a les generacions properes.

### 1954-1959: Cambridge
L'interès de Gerhard pels corrents creatius internacionals el mantenia en contacte amb Elliott Carter, John Cage, Leonard Bernstein o Luigi Nono, tots ells protagonistes de la música contemporània. La profunda revisió dels criteris compositius que es vivia a començament de la dècada de 1950 eren seguides per Gerhard que encara anava més enllà en la seva incorporació. En paraules de Belén Pérez Castillo, professora de la Universidad Complutense de Madrid, "Encara que, en principi, va rebutjar la subordinació absoluta als mètodes del serialisme integral, la influència del corrent de l'escola de Darmstadt es va fer evident en les seves obres compostes entre 1955 i 1960. A la Simfonia núm. 2, per exemple, la sèrie regula no només les altures dels sons, sinó també les seves durades i les proporcions de la composició". A la seva Simfonia núm. 3 i en algunes col·laboracions radiofòniques i obres per a teatre o cinema, opta per incorporar procediments electrònics aportats per les noves tecnologies.

### 1960-1970: Cambridge, Nova York, Cambridge
La seva aplicació al terreny simfònic tindrà lloc en compondre la Simfonia núm. 3, "Collages" (1960), amb la incorporació d'una banda magnètica tractada com un element més dels sons de l'orquestra.
Dels seus treballs per a la ràdio destaca l'adaptació radiofònica de la novel·la d'Albert Camus L'Étranger, que va permetre una interessant col·laboració amb l'escriptor que es concretà, anys més tard, amb la cantata The plague (La Peste) (1964), obra encàrrec de la BBC.
Va morir el 5 de gener de 1970 per culpa d'una afecció cardíaca.

## Reconeixements
Al final de la seva vida va rebre, entre altres distincions, el doctorat honoris causa atorgat per la Universitat de Cambridge el 1968 i el títol de Commander of the Order of British Empire.
L'any 1969, la televisió britànica BBC va emetre el documental The Explorer, dirigit per Barrie Gavin, que s'aproxima a l'obra, la personalitat i la figura del compositor Robert Gerhard, amb el qual el compositor va col·laborar fins al punt que la cadena va instal·lar un petit estudi al seu domicili. Una altra compositora cèlebre de la BBC en aquella època era Delia Derbyshire
Mentre que a Anglaterra anà guanyant un creixent reconeixement, a Espanya el compositor va ser pràcticament ignorat fins a la seva mort. La confusió que existia sobre l'origen de Gerhard pels seus cognoms, els anys que visqué a Anglaterra, la seva condició a favor de la República, afegit a l'estètica avantguardista de la seva música, són els motius que justifiquen el poc reconeixement que la seva obra i figura va tenir a Espanya durant els anys del franquisme. El mateix Gerhard va dir: «Mai he deixat mai de sentir-me profundament vinculat amb el clima cultural català, l'afirmació que m'he declarat músic "anglès" és absurda, un típic embolic d'un periodista que jo he insistit a desmentir cada vegada que he tingut l'oportunitat de fer-ho! La veritat del cas és que he arribat a assumir, més i més clarament, que als ulls de l'actual generació jove a Catalunya, jo sóc un "estranger".»
El crític musical britànic Edward Sackville-West, que es va esforçar per promoure les obres de joves compositors britànics, inclosos Benjamin Britten i Michael Tippett, va dir de Gerhard: «En ser català, és temperamentalment menys sever que el castellà, la rigidesa li ve d'un clima rigorós i d'unes tradicions inflexibles; al mateix temps és menys sensual i "morisc" que l'andalús. Excepte en unes poques ocasions -i llavors únicament per invocar un quadre específic- la música de Gerhard està absolutament lliure d'aquests irritants manierismes (ritmes monòtons i triples aguts) que els no espanyols consideren característics de la música espanyola, quan realment pertanyen a Andalusia. Però, encara que pot reclamar amb tota justícia la seva posició com a compositor europeu, la seva música continua sent essencialment espanyola en virtut de determinats elements -determinades qualitats, espirituals i alhora purament musicals- que semblen inherents al caràcter espanyol, però que són menys conegudes que els trucs estilístics andalusos que acabo d'esmentar. En la música de Gerhard hi ha molt d'humor, en el mordaç i sincer estil llatí; però, més profundament, hi ha la noblesa d'una naturalesa apassionada, encara que reticent.»
De la seva música escriu David Drew: «temperamentalment té afinitats amb les de Bela Bartók -la ferocitat elemental i la lluminosa quietud interior que l'acompanya- i potser també amb la de Busoni -el sentit de l'exili espiritual i cultural-».

### Després de la seva mort
Després de la seva mort, es van fer nombrosos homenatges i actes de reconeixement al compositor.
Més o menys el 20 de gener del 1977 es va celebrar un concert exclusivament amb obres del Robert Gerhard, organitzat per Radio Nacional al Palau de la Música. Es van interpretar L'infantament, 2 apunts, 2 impromptus, i 6 cançons populars catalanes. El 31 de gener, onze dies després, es va celebrar un concert en homenatge al compositor a la Fundació Miró, al qual es van estrenar obres d'altres autors catalans contemporanis.
L'1 de juliol del 1978, a Berlín, es va tocar Libra a un concert de música contemporània. A més, també se sap que aquesta obra es va interpretar en diverses ocasions a Catalunya, Toledo i Madrid.
Anys després, el 8 i 9 de novembre del 1984, es va estrenar a Madrid la Primera Simfonia dirigida per Jesús López Cobos. El 17 i 18 de novembre del mateix any, 1984, es va estrenar completament L'alta naixença del Rei en Jaume al Palau de la Música. També es va tocar la Quarta Simfonia i la Pedrelliana. Van ser dirigides per Antoni Ros-Marbà al capdavant de l'Orquestra Ciutat de Barcelona.
Per acabar, el 25 d'abril del 1985, la BBC va estrenar a Cambridge el Concerto per a Orquestra.

## Obres principals
| Període        | Títol                                         | Repartiment                                                                                      | Parts / Notes | Estrena | Gènere                            |
| -------------- | --------------------------------------------- | ------------------------------------------------------------------------------------------------ | --- | --- | --------------------------------- |
| 1914           | Sonatina a Carlos                             | Piano                                                                                            | | | Instrumental - piano              |
| 1916-1918      | L'infantament meravellós de Shahrazada, op. 1 | Veu i piano                                                                                      | Cicle de cançons sobre poemes de Josep Maria López-Picó | 1918, 22 de gener: Barcelona, Palau de la Música Catalana. | Veu i instrument                  |
| 1918           | Trio en si major, núm. 1                      | Violí, violoncel, piano                                                                          | | 1918, 25 d'abril: Barcelona, Palau de la Música Catalana. | Instrumental - tres instruments   |
| 1918           | Trio en la bemoll, núm. 2                     | Violí, violoncel, piano                                                                          | | 1922, 2 de març: Barcelona, Palau de la Música Catalana. | Instrumental - tres instruments   |
| 1921-1922      | Dos apunts                                    | Piano                                                                                            | | | Instrumental - piano              |
| 1928 ca.       | Tres quartets de corda                        | Quartet de corda                                                                                 | Perduts; el tercer es va reutilitzar al Concertino per a cordes | | Instrumental - quatre instruments |
| 1928           | Sonata                                        | Clarinet i piano                                                                                 | N'hi ha versió per a clarinet baix i piano | | Instrumental - dos instruments    |
| 1928           | Quintet de vent                               |                                                                                                  | Primera de les seves obres serials | 1929, 22 de desembre: Barcelona, Palau de la Música Catalana. | Instrumental - cinc instruments   |
| 1928-1929      | Andantino                                     | Clarinet, violí i piano                                                                          | | | Instrumental - tres instruments   |
| 1929           | Concertino                                    | Orquestra de corda                                                                               | Allegro assai - Andante espressivo - Allegretto vivace. 13 min. | 1929, 22 de desembre: Barcelona, Palau de la Música Catalana. | Orquestral                        |
| 1922           | Set hai-kai                                   |                                                                                                  | | 1929, 22 de desembre: Barcelona, Palau de la Música Catalana. | Veu i conjunt instrumental        |
| 1928-1929      | Catorze cançons populars catalanes            | Veu (soprano) i piano                                                                            | Dedicades a Conxita Badia. | 1929, 22 de desembre: Barcelona, Palau de la Música Catalana; Conxita Badia. | Veu i piano                       |
| 1929           | Sardana I                                     | Cobla. En 1958 va fer una nova versió per a instruments de vent. 6 min 30 s.                     | 1929, 22 de desembre: Barcelona, Palau de la Música Catalana. | | Instrumental                      |
| 1929           | Sardana II                                    | Conjunt de deu instruments de vent, contrabaix i percussió. 6 min 30 s.                          | 1929, 22 de desembre: Barcelona, Palau de la Música Catalana. | | Instrumental                      |
| 1931           | Sis cançons populars catalanes                | Veu i orquestra                                                                                  | Orquestració de sis de les Catorze cançons populars catalanes La Calàndria, La mort i la donzella, El petit vailet, El cotilló, L'enemic de les dones, Els ballaires dins un sac 14 min                                                                                            | 1931, 01 de novembre: Palau de la Música Catalana amb l'orquestra Pau Casals, la veu de la soprano Concepció Badia d'Agustí i el propi Robert Gerhard sota la direcció musical.                                                                   | Veu i orquestra                   |
| 1932           | L'alta naixença del rei En Jaume              | Cor i orquestra                                                                                  | Cantata sobre text de Josep Carner Cinc números 18 min | 1933 (només els dos últims números): Amsterdam, Festival de la SIMC, R. Gerhard, dir. 1984 (obra completa): Barcelona, Palau de la Música Catalana; Orquestra Ciutat de Barcelona, Antoni Ros-Marbà, dir.                                         | Veu i orquestra                   |
| 1934           | Ariel                                         | Orquestra                                                                                        | Llibret: R. Gerhard i J. V. Foix. 25 min | 1936, 19 d'abril (versió de concert): Barcelona, Palau de la Música Catalana; Orquestra Pau Casals, Hermann Schenchen, dir. 2011, 29 de gener (versió escènica): Valls, Centre Cultural Municipal; Orquestra Camerata XXI, Tobias Grossmann, dir. | Escènica - ballet                 |
| 1936-1938 1995 | Soirées de Barcelone                          | Orquestra                                                                                        | Llibret: Ventura Gassol. Per als Ballets de Montecarlo, de L. Massine; el ballet no va estrenar-se i un 20% de la música va quedar en versió de piano: en 1995 fou orquestrada per Malcolm MacDonald. David Atherton va estrenar una suite de quatre moviments del ballet. 22 min. | | Escènica - ballet                 |
| 1937           | Albada, interludi i dansa                     | Orquestra                                                                                        | 11 min | 1937: transmissió radiofònica de la BBC. | Orquestral                        |
| 1940-1947      | Don Quixote                                   | Orquestra, dos pianos                                                                            | 6 escenes 42 min | 1947 (suite simfònica): Copenhagen, Festival de la SIMC 1950, 20 de febrer (versió escènica): Londres, Royal Opera House Covent Garden, Robert Irving, dir.                                                                                       | Escènica - ballet                 |
| 1941           | Cancionero de Pedrell                         | Soprano; flauta, oboè, clarinet, piano, arpa, percussió, 4 violins, viola, violoncel, contrabaix | 8 peces 18 min. | 1942: Londres, BBC Radio; Sophie Wyss, Leslie Bridgewater, dir. | Veu i conjunt instrumental        |
| 1941-1954      | Pedrelliana                                   | Orquestra                                                                                        | Concebuda primerament com a últim moviment de la simfonia Homenatge a Pedrell (1941) que no es va estrenar ni publicar; va reelaborar-lo en 1954 12 min | | Orquestral                        |
| 1942 1950      | Alegrías                                      | Dos pianos                                                                                       | "Divertimento flamenco" en un acte. Llibret: R. Gerhard. 20 min | 1943, 16 de juliol: Birmingham, Rambert Ballett | Escènica - ballet                 |
| 1942-1943 1950 | Pandora                                       | Dos pianos i percussió (versió original) Orquestra (versió definitiva)                           | Llibret: Kurt Jooss, per al Ballet Joos. 50 min | 1944, 24 de gener (versió original): Cambridge, Arts Theatre 1950 (suite orquestral): Londres: BBC Symphony Orchestra, Constant Lambert, dir. | Escènica - ballet                 |
| 1943           | Concert per a violí i orquestra               | Violí, orquestra                                                                                 | 4 moviments, 33 min | 1950, maig: Florència, Maggio musicale; Antoni Brosa, violí; Hermann Scherchen, dir. | Orquestral - concerts             |
| 1947-1949      | The Duenna                                    | 14 solistes, cor, orquestra                                                                      | Sobre l'obra homònima de Richard Sheridan Òpera en tres actes. 130 min. | 1949, 23 de febrer (en versió radiofònica): Londres, BBC Symphony Orchestra, Stanford Robinson, dir.. 1992 (versió escènica): Madrid, Teatro de la Zarzuela, Antoni Ros-Marbà, dir.                                                               | Escènica - òpera                  |
| 1948           | Sonata                                        | Viola i piano                                                                                    | Refeta en 1956 com a sonata per a violoncel i piano | |                                   |
| 1949           | Capriccio                                     | Flauta i piano                                                                                   | | | Instrumental - dos instruments    |
| 1950           | Tres impromptus                               | Piano                                                                                            | | | Instrumental - piano              |
| 1950-1955      | Quartet de corda núm. 1                       | Quartet de corda                                                                                 | | | Instrumental - quatre instruments |
| 1951           | Concert per a piano i orquestra de corda      | Piano, orquestra de corda                                                                        | 3 moviments 29 min | 1951: Aldeburgh, Festival; Noel Mewt. | Orquestral - concerts             |
| 1955-1956      | Concert per a clavicèmbal, corda i percussió  | Clavecí, orquestra de corda i percussió                                                          | 3 moviments 22 min | 1958, 25 de març: Londres, London University; Thurston Dart, clavecí; Brian Priestman, dir. | Orquestral - concerts             |
| 1956           | Sonata                                        | Violoncel i piano                                                                                | Reelaboració de la sonata per a viola i piano de 1948 | | Instrumental - dos instruments    |
| 1951-1952      | Secret people                                 | Clarinet, violí i piano                                                                          | Estudi per a banda sonora | | Instrumental - tres instruments   |
| 1952-1953      | Simfonia núm. I                               | Orquestra                                                                                        | Dedidada a Poldi, la seva esposa 3 moviments 39 min | 1955: Baden-Baden, Festival de la SIMC; Hans Rosbaud, dir. | Orquestral - simfonies            |
| 1956-1957      | Nonet                                         | Flauta, oboè, clarinet, fagot; trompeta, trompa, trombó, tuba; acordió.                          | | 1957, setembre: Londres, BBC (en transmissió radiofònica); Dennis Brian Wind Ensemble, Normal del Mar, dir. | Instrumental - nou instruments    |
| 1957           | Fantasia                                      | Guitarra                                                                                         | | | Instrumental - guitarra           |
| 1957-1959      | Simfonia núm. II                              | Orquestra                                                                                        | Dedicada a Rafael Patxot; reelaborada en 1967 com a Metamorfosis | 1959, 28 d'octubre: Londres, Royal Festival Hall; BBC Orchestra, Rudolf Schwarz, dir. | Orquestral - simfonies            |
| 1958-1959      | Audiomobiles I-IV                             |                                                                                                  | | | Electrònica                       |
| 1959           | Xacona                                        | Violí                                                                                            | | | Instrumental - violí              |
| 1960           | Simfonia núm. III, Collages                   | Orquestra                                                                                        | Encàrrec de la Koussevitzy Foundation 7 moviments 20 min | 1961, febrer: Londres; BBC Symphony Orchestra, Rudof Schwarz, dir. | Orquestral - simfonies            |
| 1961-1962      | Quartet núm. 2                                | Quartet de corda                                                                                 | | | Instrumental - quatre instruments |
| 1962           | Concert for eight                             | Flauta, clarinet, acordió, mandolina, guitarra, contrabaix, percussió, piano                     | Dedicat a Ricard Gomis 10 min 30 s | 1962, 17 de maig: Londres; Melos Ensemble, Jacques-Louis Monod, dir. | Instrumental - vuit instruments   |
| 1963-1964      | The plague (La pesta)                         | Narrador, cor i orquestra                                                                        | Cantata sobre text d'Albert Camus 47 min | 1964, 1 d'abril: Londres, Royal Festival Hall; Stephen Murray, narr., BBC Orchestra and Choir, dir.: Antal Dorati | Veu i orquestra                   |
| 1965-1966      | Epithalamion                                  | Recitador i orquestra                                                                            | 22 min | 1966, Valdagno. Ettore Gracia, dir. | Veu i orquestra                   |
| 1966-1967      | Simfonia núm. IV, Nova York                   | Orquestra                                                                                        | Per als 125 anys de New York Philharmonic Orchestra 13 moviments 27 min | 1967, 14 de desembre: N. York, Avery Fisher Hall; N. York Philharmonic Orchestra, William Steinberg, dir. | Orquestral - simfonies            |
| 1967-1970      | Metamorfosis (Simfonia núm. II)               | Orquestra                                                                                        | Reelaboració de la Simfonia núm. II, inacabada (en deixà el 90% de la partitura) Set moviments; 32 min | 1973, 12 de juny: Londres, Royal Festival Hall; London Symphony Orchestra, David Atherton, dir. | Orquestral - simfonies            |